# Ulrich Neymeyr
Ulrich Neymeyr (ur. 12 sierpnia 1957 w Wormacji) – niemiecki duchowny rzymskokatolicki, biskup Erfurtu od 2014.

## Życiorys
Święcenia kapłańskie otrzymał 12 czerwca 1982 i został inkardynowany do diecezji mogunckiej. Po dwóch latach pracy w Moguncji został skierowany na studia teologiczne na miejscowy uniwersytet, gdzie w 1987 uzyskał tytuł doktora. Po ukończeniu studiów został prorektorem i ekonomem mogunckiego seminarium, natomiast w latach 1993-2003 pracował jako proboszcz w okolicznych parafiach.
20 lutego 2003 papież Jan Paweł II mianował go biskupem pomocniczym diecezji mogunckiej, ze stolicą tytularną Maraguia. Sakry biskupiej udzielił mu kardynał Karl Lehmann. Jako biskup odpowiadał przede wszystkim za duszpasterstwo młodzieży.
19 września 2014 papież Franciszek mianował go biskupem ordynariuszem Erfurtu. Ingres odbył się 22 listopada 2014.